# Kapurthala (ciutat)
Kapurthala (panjabi ਕਪੂਰਥਲਾ) és una ciutat i municipi del Panjab (Índia) capital del districte de Kapurthala i antiga capital del principat de Kapurthala, situada a 31° 23′ N, 75° 23′ E / 31.38°N,75.38°E. Al cens del 2001 apareix amb 84.361 habitants. La població el 1901 era de 18.519 habitants.
Segons la tradició fou fundada al segle xi per Rana Kapur de la dinastia rajput de Jaisalmer, de la qual la casa reial de Kapurthala reclama ser descendent. El 1780 fou adquirida per Sardar Jassa Singh d'un capitost musulmà que se n'havia apoderat junt amb tota la comarca aprofitant la caiguda de l'Imperi Mogol. Jassa Singh la va erigir en capital dels seus dominis.

## Agermanaments
- Derby, Regne Unit

## Personatges relacionats
- Anita Delgado